# Lionel Petre (16e baron Petre)
Lionel George Carroll Petre, 16e baron Petre, né le 3 novembre 1890 et mort à Paris-Plage le 30 septembre 1915,, est un soldat et aristocrate britannique, tué au combat durant la Première Guerre mondiale.

## Biographie
Il est le fils unique de Philip Petre, qui devient brièvement en juin 1908 le 15e tenant du titre de baron Petre, créé par le roi Jacques Ier en 1603 pour John Petre - avocat, homme politique et riche propriétaire terrien. Lionel Petre a une sœur aînée et une sœur cadette. La famille étant de confession catholique depuis ses origines, le jeune Lionel est scolarisé à l'École oratoire (en), internat privé pour enfants de familles catholiques. Il s'oriente vers une carrière militaire et est formé à l'Académie royale militaire de Sandhurst avant d'intégrer le 4e bataillon pionnier des Coldstream Guards. Il gravit les échelons et atteint le grade de capitaine.
Du côté de sa mère, il est par ailleurs un descendant de Charles Carroll, le seul signataire catholique de la Déclaration d'indépendance des États-Unis. En décembre 1908, à la mort de son père, Lionel Petre devient le 16e baron Petre et hérite d'un siège à la Chambre des lords. En juin 1913 il épouse Catherine Boscawen, petite-fille du 6e vicomte Falmouth. Le couple aura un fils, Joseph, né en juin 1914 puis une fille, Elizabeth, née en décembre 1915 deux mois et demi après la mort de son père,.
Déployé en France et en Belgique avec les Coldstream Guards durant la Première Guerre mondiale, il est blessé au combat durant la bataille de Loos. Transporté à Paris-Plage pour y être soigné, il y meurt de ses blessures le 30 septembre 1915, à l'âge de 24 ans. Il est inhumé au cimetière de Chelmsford, dans l'Essex, et est également l'un des quarante-trois parlementaires britanniques morts durant la Guerre et commémorés par un mémorial à Westminster Hall, dans l'enceinte du palais de Westminster où siège le Parlement. Son fils Joseph devient le 17e baron Petre à l'âge de 15 mois, et servira à son tour dans les Coldstream Guards durant la Seconde Guerre mondiale.